# غراهام سكينر
غراهام سكينر (11 أغسطس 1910 بكلكتا في الهند - 19 يناير 1997 في المملكة المتحدة) (بالإنجليزية: Graham Skinner)‏ هو لاعب كريكت بريطاني. لعب مع Bengal cricket team ‏ وBuckinghamshire County Cricket Club ‏ وEuropeans cricket team ‏ والمقاطعات الوطنية للكريكيت الإنجليزي والويلزي ‏.

## وصلات خارجية
- غراهام سكينر على موقع إي آس بي آن كريك إنفو (الإنجليزية)